# Hugo-Ball-Preis

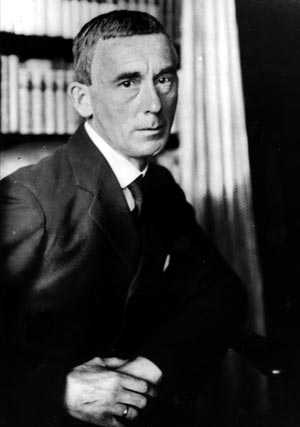
Hugo Ball (1916)

Der Hugo-Ball-Preis ist ein deutscher Literaturpreis, der in Pirmasens (Rheinland-Pfalz) vergeben wird. Mit der Verleihung werden Persönlichkeiten geehrt, die geisteswissenschaftlich und/oder künstlerisch im Sinne des 1886 in Pirmasens geborenen Schriftstellers Hugo Ball arbeiten. Ball ging 1916 als Mitbegründer des Dadaismus in Zürich in die Literaturgeschichte ein.

## Kriterien
Der Preis wurde 1990 durch die Stadt Pirmasens ausgelobt und wird im Drei-Jahres-Rhythmus vergeben. Als preiswürdige Beispiele werden in den Vergaberichtlinien aufgeführt:
- ein literarisches Werk oder Gesamtwerk
- ein zeitkritisches Werk oder Gesamtwerk in philosophischer Grundhaltung
- ein kunstwissenschaftliches, theaterwissenschaftliches oder musikwissenschaftliches Werk oder Gesamtwerk

Der Preis ist nicht teilbar und mit einer finanziellen Zuwendung von 10.000 Euro verbunden; zusätzlich kann ein Förderpreis vergeben werden, der mit 5.000 Euro dotiert ist.

## Preisträger
| Jahr | Hauptpreis (€ 10.000)                                                         | Förderpreis (€ 5.000)                                                                            |
| 1990 | Oskar Pastior (Schriftsteller)                                                | Thomas Rosenlöcher (Schriftsteller)                                                              |
| 1993 | Cees Nooteboom (Schriftsteller)                                               | Ulrich Holbein (Schriftsteller)                                                                  |
| 1996 | Robert Menasse (Schriftsteller)                                               | Ralph Dutli (Schriftsteller)                                                                     |
| 1999 | Klaus Wagenbach (Verleger)                                                    | Judith Hermann (Schriftstellerin)                                                                |
| 2002 | Patrick Roth (Schriftsteller)                                                 | Steffen Jacobs (Schriftsteller)                                                                  |
| 2005 | Feridun Zaimoğlu (Schriftsteller)                                             | Christian Lehnert (Lyriker)                                                                      |
| 2008 | Max Goldt (Schriftsteller und Musiker)                                        | Alexander Nitzberg (Lyriker und Übersetzer)                                                      |
| 2011 | Andreas Maier (Schriftsteller)                                                | Ulrich Koch (Lyriker)                                                                            |
| 2014 | Thomas Hürlimann (Schriftsteller)                                             | Marc Degens (Schriftsteller, Verleger und Musiker)                                               |
| 2017 | Ann Cotten (Schriftstellerin)                                                 | Philipp Felsch (Historiker und Kulturwissenschaftler)                                            |
| 2020 | Bov Bjerg (Schriftsteller)                                                    | Kinga Tóth (Schriftstellerin)                                                                    |
| 2023 | Hito Steyerl (Filmemacherin und Autorin); Preis wurde Anfang 2023 ausgesetzt. | Olivia Wenzel (Schriftstellerin, Dramaturgin und Musikerin); Preis wurde Anfang 2023 ausgesetzt. |